# Nemesia arboricola
Nemesia arboricola (лат.) — вид пауков рода Nemesia семейства Nemesiidae. Впервые описан британским арахнологом Реджиналдом Иннесом Поукоком в 1903 году.

## Распространение
Эндемик Мальты.

## Описание
Известны только самки.
Длина тела самок — около 1,6—2,4 см.
Головогрудь коричневатая, с выраженной головной частью, длиной около 6,1—8,6 см.
Ноги покрыты шипами.
Опистосома (брюшко) коричневатая.